# Linda Godwin
Pour les articles homonymes, voir Godwin.
Linda Maxine Godwin est une astronaute américaine née le 2 juillet 1952.

## Biographie
Elle est diplômée de Jackson High School à Jackson dans le Missouri. En 1970, elle reçoit un baccalauréat ès sciences en mathématiques et en physique. En 1974, elle fait une maîtrise ès sciences et un doctorat en physique de l'Université du Missouri.
Elle rejoint la NASA en 1980, dans la Division des opérations de la Direction des missions, où elle travaille à l'intégration de charge utile et en tant que contrôleur de vol et agent des charges sur plusieurs missions de la navette.
Elle est sélectionnée par la NASA comme candidate astronaute en juin 1985. Elle devient astronaute en juillet 1986. Ses missions techniques ont consisté à travailler à la vérification du logiciel de vol dans le laboratoire d'intégration à et coordonner les activités de développement des missions pour la phase d'inertie supérieure.
Elle a également servi en tant que chef de la Direction générale de l'Office des astronautes de développement des missions et la liaison des astronautes à son Groupe de travail pour l'entraînement des astronautes, et comme directeur adjoint du Bureau des astronautes.

## Vols réalisés
- 5 avril 1991 :  Atlantis STS-37
- 9 avril 1994 : Endeavour STS-59
- 22 mars 1996 : Atlantis STS-76
- 30 novembre 2001 : Endeavour STS-108